# 皮斯科海豹属
皮斯科海豹属（学名：Piscophoca）是海豹科下的一个属。

## 下属物种
本属包括以下物种：
- 太平洋皮斯科海豹 Piscophoca pacifica de Muizon, 1981